# Đền Hát Môn
Đền Hát Môn, còn gọi là đền Hai Bà Trưng, tọa lạc ở xã Hát Môn, huyện Phúc Thọ, thành phố Hà Nội. Di tích Đền Hát Môn (huyện Phúc Thọ, thành phố Hà Nội) đã được Thủ tướng Chính phủ quyết định xếp hạng di tích quốc gia đặc biệt (tại Quyết định số 2383/QĐ-TTg ngày 09/12/2013).

## Lịch sử
Theo một số tài liệu ghi lại, vùng Hát Môn là nơi Hai Bà Trưng tổ chức hội quân sĩ sau khi hội tại thành Phong Châu. Đây cũng là nơi tuẫn tiết của Hai Bà Trưng khi cuộc khởi nghĩa thất bại.
Tương truyền, đền Hát Môn được khởi dựng sau khi Hai Bà Trưng hoá sinh vào cõi bất diệt.
Trong thời kỳ chống Pháp và chống Mỹ, Đền Hát Môn được chọn làm nơi sinh hoạt, luyện tập của dân quân du kích địa phương. Những sự kiện lịch sử và hệ thống di tích quanh vùng sông Hát góp phần làm giàu thêm nội dung và tôn cao giá trị của đền thờ Hai Bà Trưng.

## Kiến trúc
Đền quay hướng Tây Nam gồm các công trình kiến trúc chính: quán Tiên, miếu Tạm ngự, nghi môn, nhà phương đình, đàn Thề, tam quan, tiền tế, trung đường, hậu cung, tả hữu mạc, gò Giấu ấn, nhà tưởng niệm bà Nguyễn Thị Định, nhà khách, khu phụ…
Quán Tiên: là một kiến trúc nhỏ, xây bằng gạch, cửa mở về hướng đền kiểu vòm cuốn, có mái đao cong, nền cao hơn mặt đường 45 cm, tạo ba bậc lên nền quán. Theo cuốn thần tích của làng chép lại, thì nơi đây vốn là quán hàng bán bánh trôi nước. Khi nghĩa quân của Hai Bà Trưng hội tại đàn Thề, bà hàng bánh trôi đã dâng cả gánh bánh để Hai Bà ăn trước khi ra trận dẹp giặc. Ngôi quán nhỏ này được dân làng dựng lên để tưởng nhớ công ơn đối với bà hàng bánh trôi.
Miếu Tạm ngự: nằm phía trước bên phải đền chính, có mặt bằng dạng chữ Đinh, gồm tiền tế và hậu cung. Nhà tiền tế ba gian, kiểu tường hồi bít đốc, mái lợp ngói mũi, bờ nóc đắp kiểu bờ đinh. Các bộ vì kết cấu kiểu vì “giá chiêng, hạ kẻ bẩy hiên”. Toà hậu cung ba gian, xây nối liền với tiền tế, hệ vì đỡ mái có kết cấu tương tự nhà tiền tế. Phía trước mở hệ thống cửa kiểu bức bàn. Công trình kiến trúc này là nơi tạm ngự của Thánh Bà. Khi mùa nước lũ hàng năm, khu đền chính bị ngập, dân làng rước tượng, ngai thờ và toàn bộ đồ thờ tự của đền về đền Tạm ngự, hết mùa nước lũ lại rước Thánh hoàn cung.
Nghi môn ngoại: có niên đại khởi dựng vào thời Nguyễn, được làm theo kiểu tứ trụ xây gạch, đỉnh trụ đắp nổi hình tứ phượng, lân. Phần lồng đèn đắp nổi hình tứ linh (long, ly, quy, phượng). Thân trụ có câu đối chữ Hán. Từ nghi môn theo triền đê xuống là khu đền chính, bên phải có hồ nước, giữa hồ có nhà thủy đình (phương đình) mới xây dựng gần đây. Bên trái đường trên mặt đê là nhà tưởng niệm nữ tướng - nữ anh hùng Nguyễn Thị Định.
Đàn Thề: được xây dựng mới ở phía trước cổng tam quan, cột đá thề được tạo kiểu trụ hình tháp, bốn mặt có khắc chữ Hán, đặt trên nền cao hơn mặt sân 65 cm, trổ năm bậc lên, mặt hướng vào đền khắc nội dung lời thề của Hai Bà Trưng. Bao quanh đàn thề là tường bao lửng, phía ngoài đặt các tượng voi và ngựa bằng đá.
Nghi môn: gồm ba gian kiểu chồng diêm, hai tầng mái. Ba cửa vào đền làm kiểu ván bưng. Các bộ vì đỡ mái được kết cấu theo dạng “giá chiêng, hạ kẻ, bẩy hiên”, mái lợp ngói mũi, nền lát gạch Bát.
Nhà bia: hai nhà bia được xây ở vị trí phía ngoài dãy nhà tả/ hữu mạc, trên nền cao hơn mặt sân 30 cm, kiểu phương đình, mái lợp ngói ta, bốn đầu đao tạo cong vút.
Tả/ hữu mạc: mỗi dãy năm gian chạy dọc theo sân đền, kiểu tường hồi bít đốc, mái lợp ngói mũi, các bộ vì đỡ mái kết cấu dạng “giá chiêng, hạ kẻ”, được đặt lên tường bổ trụ trốn một hàng cột.
Nhà đại bái: gồm năm gian, xây gạch kiểu tường hồi bít đốc, các bộ vì đỡ mái kết cấu kiểu “thượng giá chiêng, chồng rường, cốn mê, bẩy hiên”, hoành mái phân “thượng tam - hạ tứ”, mái lợp ngói ri, nền lát gạch Bát. Trang trí trên kiến trúc tập trung dày đặc ở đầu dư, cốn, xà nách, bẩy, ván gió dưới dạng chạm nổi, chạm lộng …, với các đề tài rồng, tứ linh. Đây là sản phẩm nghệ thuật từ thời Lê Trung hưng đến thời Nguyễn. Gian giữa treo hoành phi, các cột cái đều treo câu đối ca ngợi công đức Hai Bà.
Tiền tế: gồm năm gian, xây gạch kiểu tường hồi bít đốc, nền nhà cao hơn mặt sân 30 cm, xung quanh bó gạch vỉa, các bộ vì kết cấu“thượng rường giá chiêng, hạ bẩy hiên”.
Hậu cung: gồm ba gian, xây trên nền cao hơn mặt sân, kiểu tường hồi bít đốc, mái lợp ngói mũi. Phần mái của tòa này được nối với tòa trung đường qua phần mái của nhà cầu. Bộ khung gỗ đỡ mái gồm bốn bộ vì kèo dạng “chồng rường”. Trang trí trên kiến trúc này chủ yếu là phượng. Gian giữa cung cấm được tạo một khám gỗ bưng kín bằng các ván gỗ, là nơi thờ Hai Bà.
Nhà khách: gồm năm gian, kiểu tường hồi bít đốc. Các bộ vì đỡ mái tạo kiểu “thượng giá chiêng, hạ kẻ, bẩy hiên” cột trốn.
Gò Giấu Ấn: ở phía sau hậu cung đền. Tương truyền, đây là dấu tích nơi Hai Bà Trưng cất giấu ấn tín trước lúc rút quân hoá thân về cõi vĩnh hằng ở cửa sông Hát. Hiện nay, gò Giấu Ấn được bó vỉa, xây tường gạch bao quanh.
Đền Hát Môn còn bảo lưu được nhiều di vật, cổ vật có giá trị về văn hoá, lịch sử, gồm: 293 di vật, cổ vật với nhiều chủng loại và phong phú chất liệu, như: gỗ, đá, đồng, sứ, giấy, kim loại... có niên đại trải dài từ thời Lê, Tây Sơn, Nguyễn đến nay.

## Lễ hội
Hội đền Hát Môn được tổ chức hằng năm vào ngày 6 tháng 3 (Âm lịch), với các nghi lễ và trò diễn dân gian thu hút đông đảo nhân dân địa phương và khách thập phương. Đặc biệt, tục làm bánh trôi và lễ rước bánh trôi dâng Hai Bà đã trở thành một sinh hoạt văn hóa độc đáo của vùng đất này.